# Gavorrano
Gavorrano è un comune italiano di 8 376 abitanti della provincia di Grosseto in Toscana.
Si trova sul versante settentrionale del Monte d'Alma a est di Scarlino, nel territorio delle Colline Metallifere grossetane e noto per i grandi giacimenti di pirite sfruttati intensamente fino ai primi anni ottanta del XX secolo.

## Geografia fisica

### Territorio
Il territorio comunale si estende tra la pianura della Maremma grossetana, il versante settentrionale del complesso del Monte d'Alma e le prime propaggini dell'entroterra che costituiscono l'estremità sud-orientale delle Colline Metallifere propriamente dette. Confina a nord con il comune di Massa Marittima, a est con il comune di Roccastrada, a sud-est con il comune di Grosseto, a sud con il comune di Castiglione della Pescaia e a ovest con il comune di Scarlino.
L'altitudine varia dai 15 metri s.l.m. che si registrano in località Casa Paduletti alla confluenza del fosso San Giovanni con il fosso Rigiolato nei pressi di Bagno di Gavorrano ai 531 metri s.l.m. di Poggio Palone al confine con il Comune di Scarlino..
- Classificazione sismica: zona 4 (sismicità molto bassa), Ordinanza PCM 3274 del 20/03/2003

### Clima
I 1748 gradi giorno registrati nel centro di Gavorrano consentono in tutto il territorio comunale, incluso in zona D, l'accensione degli impianti di riscaldamento nel periodo 1º novembre-15 aprile per un massimo di 12 ore giornaliere.
In base ai dati medi disponibili per il trentennio 1951-1980 per le stazioni meteorologiche situate all'interno del territorio comunale e di seguito riportati nella tabella, la temperatura media annua varia dai +14,6 °C di Caldana (197 metri s.l.m.) ai +15,4 °C di Giuncarico-Lupo (14 metri s.l.m.), passando per i +15,2 °C di Castel di Pietra a 56 metri s.l.m.; mentre le precipitazioni medie annue tendono a diminuire allontanandosi dalle colline e scendendo verso la pianura maremmana, variando dagli 887 mm di Castel di Pietra agli 802 mm di Giuncarico-Lupo.
| Località         | altitudine       | temperatura media annua | precipitazioni medie annue | media di riferimento |
| ---------------- | ---------------- | ----------------------- | -------------------------- | -------------------- |
| Castel di Pietra | 56 metri s.l.m.  | 15,2 °C                 | 887 mm                     | 1951-1980            |
| Giuncarico-Lupo  | 14 metri s.l.m.  | 15,4 °C                 | 802 mm                     | 1951-1980            |
| Caldana          | 179 metri s.l.m. | 14,6 °C                 | 821 mm                     | 1951-1980            |

- Classificazione climatica: zona D, 1748 GG
- Diffusività atmosferica: alta, Ibimet CNR 2002

## Storia
Il territorio di Gavorrano risulta essere frequentato già nel periodo etrusco, come testimoniano i resti di varie necropoli rinvenuti in aree pianeggianti ai piedi di Monte Calvo e risalenti al VII secolo a.C. (Poggio Pelliccia, San Germano, Santa Teresa), probabilmente aree sepolcrali di insediamenti oggi scomparsi e dipendenti dalla città-stato di Vetulonia.
Gavorrano è citato per la prima volta in un documento del 1164, quando Federico I concesse al conte Alberto degli Alberti di Mangona di impossessarsi nuovamente del feudo. Il figlio di Alberto IV, Rainaldo Alberti di Mangona, governò Gavorrano fino alla morte, quando poi subentrarono i conti Pannocchieschi d'Elci, a metà del XIII secolo, che sottomisero il borgo prima al Comune di Volterra, e successivamente a quello di Massa Marittima (1320). Durante le lotte tra Massa e Siena, il borgo di Gavorrano finì per essere conquistato dalla città del Palio, anche se per un certo periodo, a partire dal 1379, rimase sotto il controllo della famiglia dei Malavolti. Nel 1465 Gavorrano fu ceduto definitivamente alla Repubblica di Siena e seguì inesorabilmente le sorti dello stato senese, prima di essere annesso al Granducato di Toscana alla metà del XVI secolo.
Dopo secoli di spopolamento e anonimato, Gavorrano impose la sua storia a livelli nazionali dopo l'Unità d'Italia, quando nel 1898 fu scoperto da Francesco Alberti un importante giacimento di pirite nei pressi del paese. Gavorrano divenne centro minerario di assoluta importanza, possedendo una delle miniere di pirite più importanti d'Europa, e conobbe un forte incremento demografico negli anni dell'attività estrattiva, oltre che uno sviluppo urbano non indifferente con la nascita di nuovi moderni paesi (Bagno, Filare, Grilli, Potassa). Nel 1960 il territorio di Scarlino e della costa (Puntone, Portiglioni) si staccò da Gavorrano per formare un comune autonomo. Con la chiusura delle miniere nel 1981, fu registrato un significativo calo della popolazione; tuttavia, grazie alla valorizzazione dei vecchi luoghi d'estrazione e la presenza nel territorio comunale di borghi storici di interesse artistico (Caldana, Giuncarico, Ravi), Gavorrano si è riscoperto in tempi recenti importante località turistica della Maremma grossetana.

### Simboli
Lo stemma di Gavorrano è costituito da uno scudo sannitico di color azzurro su cui è presente una fortezza con due torri, sormontata da un leone rampante, situata su quattro colline. Lo stemma, riconosciuto con decreto del capo del governo del 21 febbraio 1933 ha la seguente blasonatura ufficiale:
(D.C.G. del 21.02.1933)
Il gonfalone, concesso con D.P.R. del 5 dicembre 1978, è un drappo troncato di verde e di giallo.

## Monumenti e luoghi d'interesse

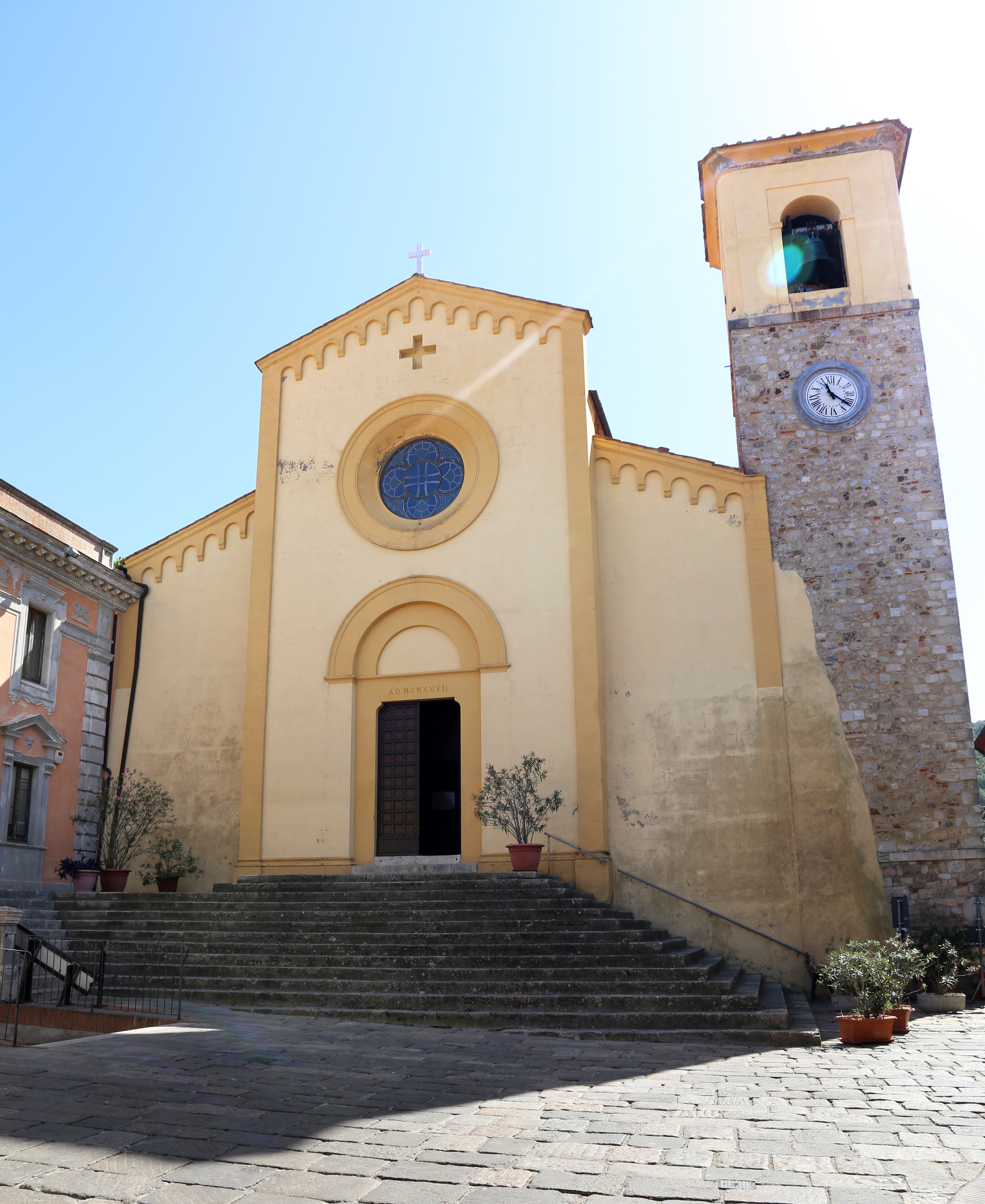
La chiesa di San Giuliano

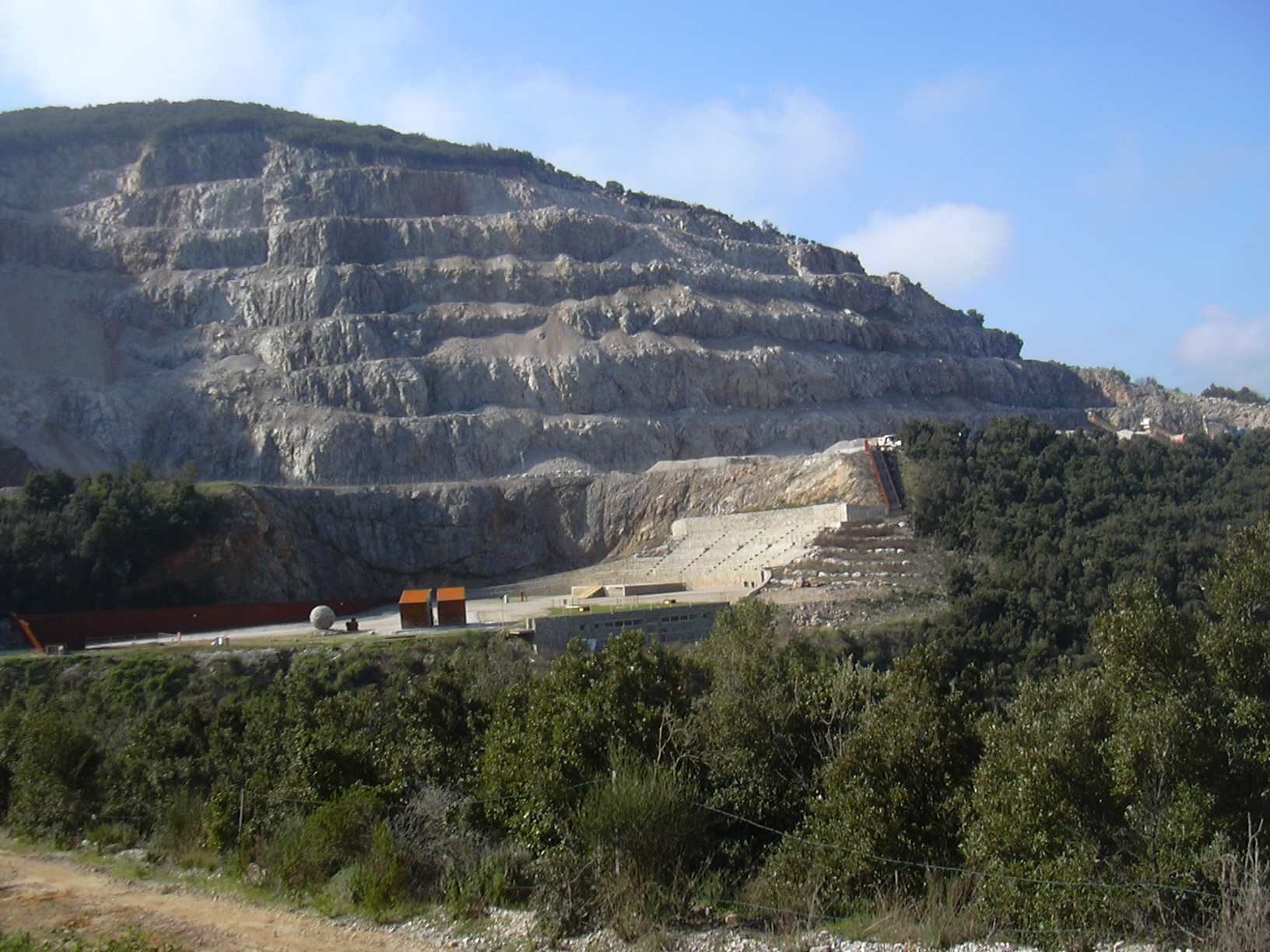
Cava di San Rocco - Teatro delle Rocce

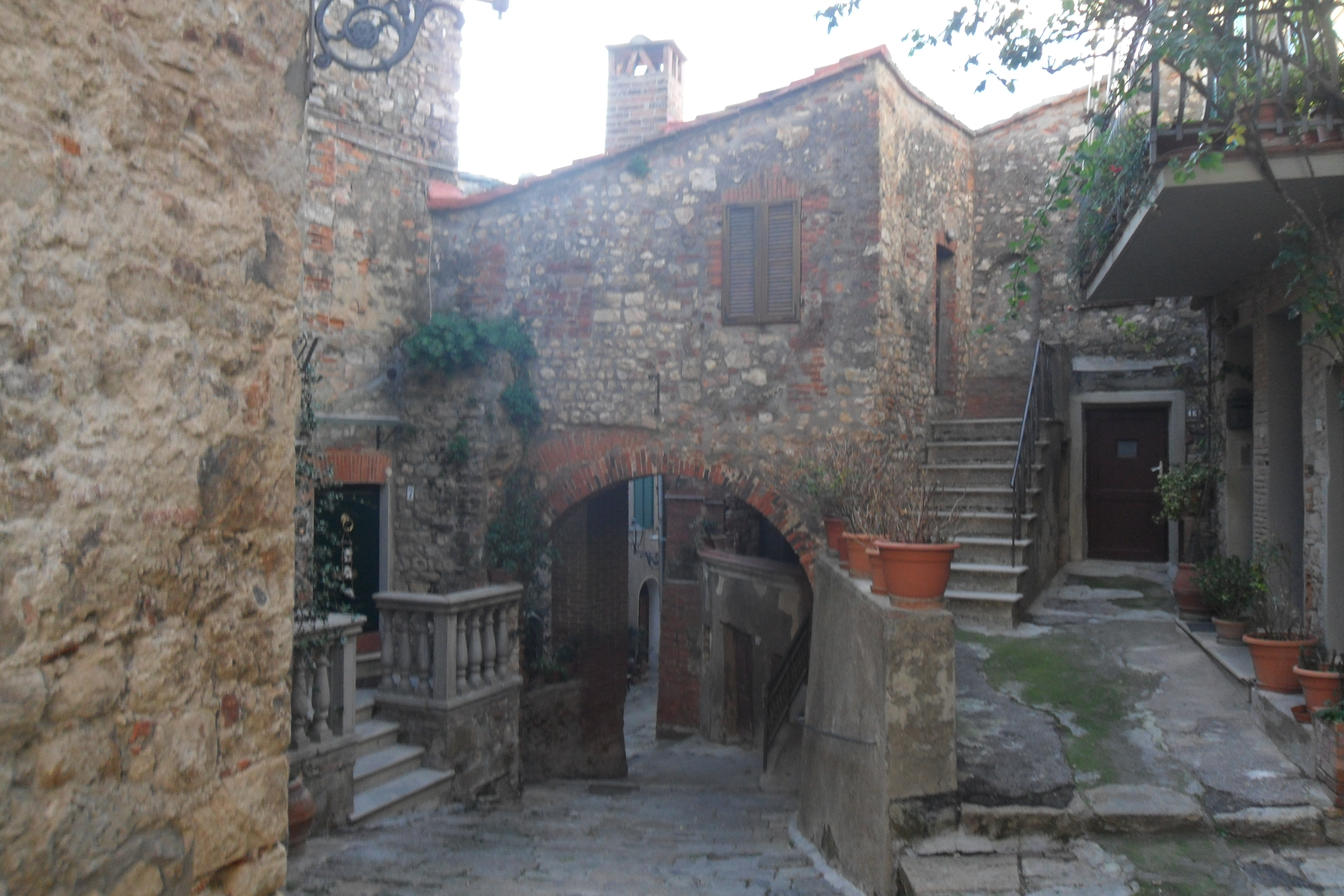
Vicolo sulla piazza principale

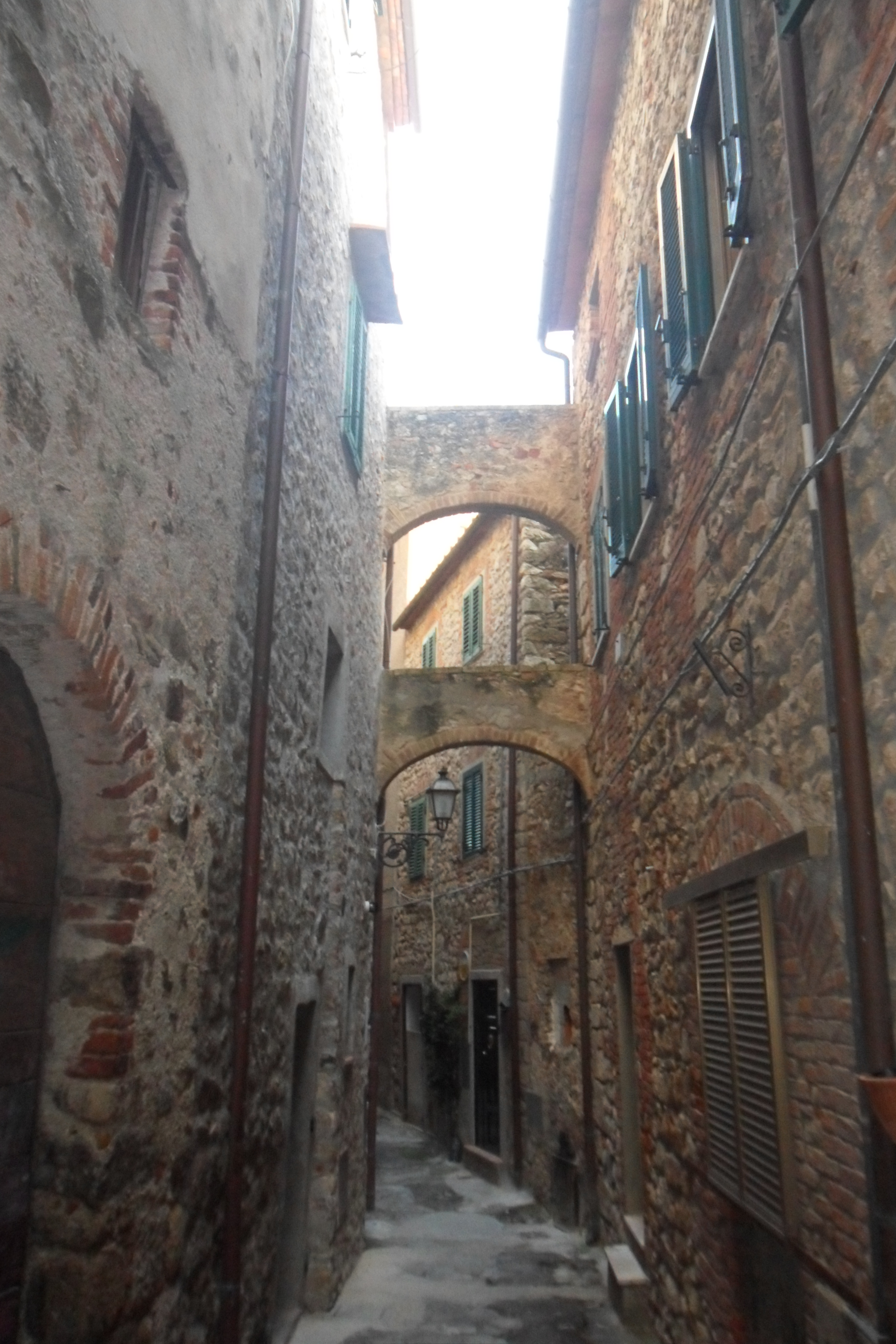
Vicolo in Via Pannocchieschi

### Architetture religiose

#### Chiese parrocchiali
- Chiesa di San Giuliano, chiesa parrocchiale di Gavorrano situata in piazza Buozzi, originariamente era intitolata a San Gusmè, come si legge in un documento del 1321, mentre già nel 1529 è già indicata come San Giuliano. Completamente ristrutturata e modificata negli anni a cavallo tra il XVII e il XVIII secolo, si presenta oggi a tre navate con abside semicircolare; la facciata a capanna con rosone centrale e archetti pensili decorativi risale al 1927. All'interno sono custodite opere di pregio tra cui una Madonna col Bambino in marmo di Giovanni d'Agostino (1336).[7] La parrocchia di San Giuliano conta circa 1 350 abitanti.[8]
- Chiesa di San Giuseppe artigiano, chiesa parrocchiale della frazione di Bagno di Gavorrano, è stata costruita nel 1957 e presenta al suo interno due dipinti settecenteschi di recente restauro: l'Assunzione della Madonna e la Traslazione dell'immagine del Buon Consiglio, di provenienza sconosciuta.[9] La parrocchia di San Giuseppe conta circa 4 000 abitanti.[10]
- Chiesa di San Biagio, chiesa parrocchiale della frazione di Caldana, è stata costruita nel XVI secolo su probabile impianto duecentesco, con facciata attribuita alla scuola dell'architetto rinascimentale Antonio da Sangallo il Vecchio. Nel 1828 fu costruito il campanile e nel 1970 tutta la struttura ha subito un notevole intervento di restauro. All'interno, tra le varie opere, si segnala l'affresco dell'altare maggiore di Giuseppe Nicola Nasini con San Biagio vescovo e san Guglielmo in adorazione del Crocifisso.[11] La parrocchia di Caldana conta circa 1 375 abitanti.[12]
- Chiesa di Sant'Egidio, chiesa parrocchiale della frazione di Giuncarico, si presenta con una facciata a capanna realizzata nel 1930 su impianto medievale e altre modifiche effettuate nel 1960. Il campanile risale al XV secolo. All'interno è conservato un dipinto settecentesco raffigurante la Madonna del rosario con santa Caterina da Siena e san Domenico.[13] La parrocchia di Giuncarico conta circa 590 abitanti.[14]
- Chiesa di San Leonardo, chiesa parrocchiale della frazione di Ravi, è attestata sin dal XV secolo e presenta modifiche effettuate nei secoli successivi, in modo particolare quelle del 1810, che le conferirono l'aspetto attuale.[15] La parrocchia di Ravi conta circa 720 abitanti.[16]

#### Chiese minori
- Oratorio dei Santi Cosma e Damiano, detto anche del Santissimo Sacramento, è una piccola chiesetta poco distante dalla pieve parrocchiale, in via di Mezzo, risalente agli anni tra il XIII e XIV secolo. Si presenta ad unica navata a botte con facciata decorata da rosone e due finestre ad arco simmetriche.[9]
- Chiesa di San Rocco, piccolo edificio di culto, ormai sconsacrato, situato nei pressi del parco minerario di Gavorrano, risale al XVII secolo e si presenta con abside semicircolare voltata e tetto a capanna.[17]
- Chiesa di Sant'Ansano, situata a valle del centro comunale, oltre la superstrada Aurelia, risale al XVII secolo e, successivamente sconsacrata, è stata adibita a fienile di una proprietà poderale. Presenta un'abside retta con volta a botte.[18]
- Oratorio di Sant'Antonio da Padova, situato a Caldana, è stato costruito nel 1670 per volere del conte Annibale Bichi. La facciata presenta rimaneggiamenti ottocenteschi, mentre all'interno si segnalano conservati un altare maggiore in stucco realizzato nel 1678 da Domenico Notari e due dipinti seicenteschi: l'Apparizione della Madonna, di Cristo, di sant'Antonio da Padova e di san Biagio a san Guglielmo in preghiera, e Angelo custode con Gesù Bambino in contemplazione degli strumenti della Passione.[19]
- Oratorio del Santissimo Crocifisso, situato a Giuncarico, risale al 1892, costruito sul luogo della cinquecentesca chiesa della confraternita di San Bernardino per ospitare un presunto miracoloso Crocifisso ligneo, che rese l'oratorio un frequentato santuario. Il crocifisso, insieme agli altri arredi, è stato rubato in tempi recenti.[20]
- Romitorio di Sant'Ansano, antico complesso religioso del XVII secolo, situato nei pressi di Giuncarico, si presenta oggi sotto forma di ruderi, tra cui è ancora riconoscibile la chiesetta con rosone sulla facciata.[21]
- Chiesa di Santa Rita da Cascia, moderna chiesa della frazione del Grilli, si presenta come un piccolo edificio con facciata a capanna.
- Chiesa di Santa Caterina da Siena, situata a Ravi, fu eretta nel 1571 e successivamente sconsacrata e adibita a magazzino ed autorimessa nel 1930.[22]

#### Cappelle
- Cappella del Nuovo Inguardio, piccola cappellina a servizio della località di Bivio di Ravi.
- Cappella del Lupo, cappella gentilizia situata presso la fattoria ottocentesca del Lupo.
- Cappella di Filare, piccolo edificio di culto della frazione di Filare.
- Cappella di Sant'Oliva, cappella gentilizia situata presso Villa Benini nella frazione di Castellaccia.

#### Altri edifici sacri
- Canonica di San Giuliano, situata in via Vittorio Veneto, vi è apposta una lapide che indica come data di costruzione il 1704. Si presenta sostanzialmente modificata.[23]
- Canonica di San Biagio, situata a Caldana, costituisce il nucleo originario della vecchia pieve duecentesca. La facciata ha subito rifacimenti tardo-cinquecenteschi.[24]
- Convento di Sant'Agostino, situato tra via Alessandrini e via della Chiusa a Caldana, è documentato sin dal 1629 e ospitò gli Agostiniani fino al 1652, anno della sua soppressione. Oggi si presenta notevolmente trasformato e adibito ad edificio residenziale.[25]

### Architetture civili

#### Palazzi
- Palazzo Comunale, situato in piazza Buozzi, se ne ha una prima notizia nel 1676, quando è citato come palazzo di giustizia con annesso carcere e cisterna, mentre come sede del municipio nel catasto lorenese del 1822. Nel corso del XIX secolo ha subito rifacimenti in stile neoclassico, mentre nel 1984 è stato sottoposto ad un lavoro di restauro.[26]
- Caserma dei Carabinieri, situata in via Vittorio Veneto, di fronte al parco con il monumento ai caduti, è stata costruita nel 1864 inizialmente come abitazione privata. La costruzione ha inglobato parte della doppia cinta muraria e una delle torri della rocca di Gavorrano. Si presenta nel tipico stile eclettico ottocentesco.[27]
- Palazzo Bonaiuti, situato in località Palazzo lungo la vecchia Aurelia tra lo svincolo di Giuncarico e la fattoria del Lupo, è un imponente palazzo a tre piani risalente alla fine del XIX secolo. Sulla facciata presenta un balconcino in stile eclettico e due file da cinque finestre ciascuna, alcune delle quali oggi murate.[28]
- Palazzo del Poderino, situato nei pressi di Gavorrano, su un crinale del Monte Calvo oltre la cava di San Rocco, risale agli inizi del XIX secolo. Presenta una torre merlata a quattro livelli.[29]
- Palazzo Tosi, situato nella frazione di Caldana in via Montanara, risale al XVII secolo. Interessante la loggia vetrata all'ultimo piano, mentre all'interno è ancora situata la vecchia cisterna. Un'ala del palazzo era originariamente destinata a frantoio e magazzino.[30]
- Palazzo Pretorio, situato nella frazione di Giuncarico in piazza della Pretura, risale al XVI secolo ed ospitava la sede della pretura. Della struttura facevano parte anche edifici adiacenti usati come carceri e tribunale. Oggi l'intero complesso è adibito a funzione abitativa.[31]
- Palazzo Camaiori-Piccolomini, situato a Giuncarico lungo via Roma, è attestato a partire dal 1470 come residenza dei Camaiori-Piccolomini. Gli interni con volte a botte nelle scale e volte a crociera nei pianerottoli, con alcune stanze ai piani superiori decorate con pitture murali. Sono ancora presenti il vecchio pozzo con la cisterna.[32]
- Palazzo Tedeschini-Camaiori, situato a Giuncarico in via Pola, risale al XVII secolo ed era residenza dei Tedeschini-Camaiori.[33]

#### Caselli idraulici
- Casello idraulico del Lupo, situato lungo la vecchia Aurelia di fronte alla fattoria del Lupo, risale al 1904 ed era utilizzato per controllare le acque del vicino torrente Sovata durante i lavori di bonifica. Negli anni settanta ha subito delle ristrutturazioni che hanno in parte modificato l'aspetto originario.[34] Un annesso coevo è posto di fronte all'edificio, a forma ottagonale con parte centrale del tetto rialzata su otto archetti in laterizio.[35]
- Casello idraulico della Magia, situato nei pressi dello svincolo di Giuncarico lungo il corso del fiume Bruna, risale al 1904 e presenta somiglianze con il casello idraulico del Lupo. I coevi annessi venivano utilizzati come stalla, rimessa e magazzino.[36]

#### Ville e fattorie
- Fattoria delle Doganelle, situata ai piedi della collina di Giuncarico, nelle vicinanze della stazione, risale alla seconda metà del XIX secolo. La villa padronale era in origine una semplice casa colonica poi ampliata e rialzata di un piano negli anni tra il 1930 e il 1935.[37]
- Fattoria del Lupo, situata lungo la vecchia Aurelia a metà strada tra le frazioni del Grilli e di Giuncarico, risale alla metà del XIX secolo. La grande villa padronale venne ampliata agli inizi del XX secolo con l'aggiunta di una torre a tre piani addossata all'angolo nord-ovest dell'edificio con decorazione floreale a fascia.[38] Sono inoltre ancora presenti la vecchia cisterna e due casali coevi tipologicamente simili tra loro.
- Fattoria del Pelagone, situata nell'omonima località oltre la superstrada Aurelia, risale alla metà del XIX secolo. Vi si trova una grande villa padronale[39] ed un cascinale adibito originariamente a stalla.[40]
- Fattoria della Bartolina, situata presso la Castellaccia in direzione di Ribolla, è una storica tenuta maremmana nei cui possedimenti rientrava la cava situata pochi metri a nord di Castellaccia. Rimangono l'antico casale in pietra e la villa padronale, la quale ha subito una serie di ristrutturazioni negli anni venti del Novecento e intonacata all'esterno in tempi recenti.[41]
- Fattoria di Pietra, situata nelle vicinanze dello storico Castel di Pietra, risale alla fine del XIX secolo. Comprende una grande villa padronale[42] ed un casale al cui piano terra è stata realizzata una cappella.[43]
- Fattoria di Camporotondo, situata nelle campagne poco distanti dalla località Pelagone, tra i paesi di Bagno di Gavorrano e Scarlino Scalo nelle vicinanze della superstrada Aurelia, si presenta come un insieme di casali, tra cui spicca la villa padronale dei primi del Novecento, con caratteristica torre a pianta quadrata sul retro.[44]
- Fattoria di Casavecchia, situata nelle campagne di Casteani a nord del capoluogo comunale, si presenta come un insieme di casali risalenti alla metà del XIX secolo.[45] Interessante la villa padronale con cappellina privata.[46]
- Villa Benini, situata nella frazione di Castellaccia, è la vecchia casa colonica trasformata in villa padronale nel 1910, centro della tenuta di Castellaccia, ampliata e ristrutturata negli anni quaranta del XX secolo. Presenta un frantoio decorato situato nei pressi della villa. In tutta la tenuta si può vedere un utilizzo decorativo del mattone.[47]
- Tenuta Santa Teresa Nuova, la casa padronale, con la tipica torretta-piccionaia, risale al primo decennio del Novecento; nei suoi pressi è stata rinvenuta una necropoli etrusca. Durante il secondo conflitto mondiale fu sede del comando tedesco e teatro di una sanguinosa battaglia.

#### Altri edifici civili
Nel territorio comunale di Gavorrano sono situati numerosi pozzi di estrazione legati ai grandi giacimenti di pirite, oggi non più funzionanti, ma ancora visibili. I pozzi ancora esistenti sono: Pozzo Fonte all'Anguilla, Pozzo Impero, Pozzo Roma, Pozzo Santa Barbara di Casteani, Pozzo Val Maggiore, Ravi Marchi, Rigoloccio.
- Diga dei Muracci, doppio sbarramento artificiale in muratura sul fiume Bruna, al confine con il territorio comunale di Roccastrada poco a sud di Ribolla, fu realizzato a più riprese tra il 1468 e il 1481 allo scopo di creare un grande lago artificiale destinato alla pesca. La struttura cedette in seguito ad una piena nel 1492 e venne definitivamente distrutta da un'altra inondazione nel 1532.[15] Nel 1997 il dipartimento di Archeologia medievale dell'Università di Siena, sotto la guida dell'archeologo Riccardo Francovich, ha svolto una campagna di ricerche nell'intera area fino al vicino Castel di Pietra.[48]
- Rocca di Frassinello, cantina situata su un colle oltre la superstrada Aurelia, è stata progettata da Renzo Piano nel 2001 e costruita tra il 2003 e il 2007. La sagoma della struttura intende richiamare l'aspetto delle fortezze maremmane, con tanto di torre; il colore dell'edificio è rosso. Vi si trova una stanza sotterranea dove sono ospitate le barrique.[49]

### Architetture militari

#### Cinte murarie
- Mura di Gavorrano: costruite durante il XII secolo, nel corso del XIV secolo furono ristrutturate dai senesi con l'edificazione di alcune torri di guardia. Si distinguono ancora oggi nel tessuto urbano del centro storico due differenti circuiti murari concentrici. La porta d'accesso al borgo è la cosiddetta Porta di Sotto, in conci squadrati di arenaria, che si apre verso sud.[50]
- Mura di Caldana: costruite in epoca alto-medievale a difesa dello storico borgo, si presentano con forma quadrangolare, con la presenza, ungo la cinta muraria, di quattro imponenti bastioni angolari. Le mura oggi sono state inglobate in buona parte dalle costruzioni intorno alla chiesa di San Biagio.[9]
- Mura di Giuncarico: costruite nel corso dell'XI secolo, rimasero intatte senza modificazioni per secoli, fino a che in epoca moderna alcune ristrutturazioni hanno inglobato la struttura muraria a pareti esterne di altri edifici. Oggi l'unico accesso al borgo è costituito dalla Porta del Castello, che si apre ad arco a tutto tondo alla base del campanile dell'attigua chiesa di Sant'Egidio.

#### Castelli
- Castel di Pietra, ruderi di un imponente castello alto-medievale situato su una rupe che domina la valle del Bruna, a 172 metri d'altitudine, è stato proprietà dei conti Pannocchieschi, prima di passare ai Malavolti (1328). Il castello è legato alla leggenda del "Salto della Contessa", ovvero l'omicidio tra queste mura del personaggio dantesco Pia de' Tolomei da parte del marito Nello di Inghiramo Pannocchieschi, desideroso di rimanere vedovo per poter così sposare Margherita Aldobrandeschi. Tuttavia, mentre il matrimonio tra Nello e Margherita è accertato storicamente, così come è sicuro che Nello visse anche in questo castello, resta tuttavia nell'alone di leggenda la vicenda della Pia de' Tolomei.[51] A partire dal 1997, l'area del Castel di Pietra è stata scavata e studiata dal professor Riccardo Francovich dell'Università di Siena.[52]
- Castello di Ravi, ricordato già in un documento del 784, si presenta oggi come inglobato in strutture murarie di edifici posticci, e ne è individuabile il perimetro di forma circolare. Tra i vari edifici addossati alla struttura ne è riconoscibile uno in pietra con base a scarpa che sporge da sud-est, forse l'antico cassero.[15]

### Altro
- Monumento al minatore, situato in piazza del Minatore a Gavorrano, si tratta di una scultura in bronzo posta per volere della Pro Loco nel 1998, centenario della scoperta dei giacimenti di pirite sul Monte Calvo. Sono situati nella stessa piazza anche una stele che riporta i nomi di tutti i caduti nelle miniere e un murale ispirato alla vita in miniera realizzato dalla scuola d'arte di Urbino.
- Monumento ai caduti, situato a Gavorrano nel parco di fronte alla caserma dei Carabinieri, nel parco-giardino di piazza XXIV Maggio; in precedenza, nella stessa piazza, vi trovava luogo il monumento ai caduti durante la Grande Guerra, inaugurato il 19 agosto 1923 e realizzato dallo scultore grossetano Ivo Pacini. Altri monumenti ai caduti sono situati nelle frazioni di Caldana e Ravi.
- Cippo al partigiano Flavio Agresti, situato nella frazione di Potassa.
- Monumento a Moritz Zanotti, in via Galilei a Bagno di Gavorrano, opera scultorea dell'architetto Andrea de Sensi.
- Monumento a Palmiro Togliatti, presso la casa del popolo "A. Senesi" a Bagno di Gavorrano.

### Siti archeologici
- Tumulo di Poggio Pelliccia, situato nella campagna nei pressi di Castellaccia, si tratta di una tomba monumentale etrusca, probabilmente di una famiglia aristocratica della vicina Vetulonia, databile intorno alla metà del VII secolo a.C.[53] I corredi qui rinvenuti, con bronzi, oreficerie, uova di struzzo istoriate, ceramiche corinzie, greco-orientali ed attiche, sono custoditi presso il Museo civico archeologico Isidoro Falchi.
- Necropoli di San Germano, situata lungo il corso del torrente Sovata a nord di Giuncarico, risale al VI secolo a.C. ed era probabilmente alla dipendenze di un villaggio vicino, oggi scomparso, centro satellite della città etrusca di Vetulonia. La tipologia delle tombe della necropoli è quella a tumulo.[54]
- Necropoli di Santa Teresa Nuova, località situata in un'area pianeggiante tra Potassa e Castel di Pietra, dove è stata scoperta, tra il 2005 e il 2007, una necropoli con cinque tombe a tumulo risalente ai secoli VII-VI a.C. .
- Grotta dell’Artofago, indagata nuovamente tra il 2018 e il 2019, con reperti che indicano come sia stata frequentata a scopi rituali almeno dall'età del rame[55].

### Aree naturali
- Biotopo del Monte Calvo

## Società

### Evoluzione demografica
Abitanti censiti

### Distribuzione degli abitanti
| Frazioni              | Abitanti (2011) | Altitudine |
| --------------------- | --------------- | ---------- |
| Bagno di Gavorrano    | 3 451           | 40         |
| Caldana               | 906             | 178        |
| Gavorrano (capoluogo) | 742             | 273        |
| Filare                | 535             | 100        |
| Giuncarico            | 449             | 170        |
| Grilli                | 252             | 20         |
| Ravi                  | 245             | 209        |
| Potassa               | 208             | 70         |
| Castellaccia          | 101             | 24         |
| Altre località        | 1 771           | -          |

### Etnie e minoranze straniere
Secondo i dati ISTAT al 31 dicembre 2010 la popolazione straniera residente era di 912 persone. Le nazionalità maggiormente rappresentate in base alla loro percentuale sul totale della popolazione residente erano:
- Romania, 237 - 2,64%
- Marocco, 150 - 1,67%
- Germania, 94 - 1,05%
- Macedonia del Nord, 92 - 1,02%

### Tradizioni e folclore
Salto della Contessa: rievocazione storica della leggendaria morte della Pia de' Tolomei, celebre personaggio dantesco del quinto canto del Purgatorio, si svolge ogni seconda domenica di agosto.  Per l'occasione il borgo è diviso simbolicamente in due contrade: il centro storico, la contrada Pannocchieschi (colori oro e rosso) e la parte urbana moderna, la contrada Tolomei (colori azzurro e argento). Nel 2013 la rappresentazione è giunta alla ventunesima edizione.

## Cultura

### Istruzione

#### Biblioteche
La biblioteca comunale di Gavorrano è situata in piazza XXIV Maggio, nei pressi del parco-giardino e della caserma dei Carabinieri. La biblioteca è stata istituita nel 1972; inizialmente ubicata in via delle Scuole, è stata spostata nell'attuale sede nel 1983. Il patrimonio librario stimato è di circa 11 000 volumi.

#### Musei
Il comune di Gavorrano dispone di due strutture museali che fanno parte della rete provinciale Musei di Maremma:
- Parco minerario naturalistico di Gavorrano
- Centro di documentazione etrusco della Rocca di Frassinello: è un museo presente all'interno dell'azienda vinicola Rocca di Frassinello ed espone i reperti rinvenuti nel sito archeologico della Necropoli di San Germano. La collaborazione tra il proprietario dell'azienda Paolo Panerai, la Soprintendenza archeologia della Toscana e l'Università degli Studi di Firenze ha permesso di compiere gli scavi alla necropoli di San Germano, rinvenuta all'interno della tenuta, i quali hanno portato alla luce finora 11 tombe. I tumuli hanno restituito numerosi reperti, tra cui giare con residui di acido tartarico, che testimoniano la presenza di vino al loro interno. Il museo è stato allestito dall'architetto Italo Rota.[62][63]

Nel 2002 a Gavorrano è stato fondato il Centro di documentazione Davide Manni, poi chiuso nel marzo 2013 con i reperti trasferiti provvisoriamente a Massa Marittima per mostre itineranti. Esponeva i reperti rinvenuti durante le campagne archeologiche effettuate a Gavorrano nel sito etrusco di Santa Teresa dall'Università di Firenze tra il 2005 e il 2007, dove è stata scoperta una necropoli con cinque tombe a tumulo (VII-VI secolo a.C.): tra i reperti più interessanti alcuni corredi funebri e due kyathoi in bucchero. Altri reperti documentano gli scavi presso l'area di Castel di Pietra, con ritrovamenti alto-medievali, mentre altri testimoniano gli studi effettuati sulla Diga dei Muracci sul Bruna, in direzione di Ribolla.

##### Parco nazionale delle Colline Metallifere grossetane
Il comune di Gavorrano è inserito all'interno del Parco nazionale delle Colline Metallifere grossetane, insieme ai comuni di Follonica, Massa Marittima, Monterotondo Marittimo, Montieri, Roccastrada e Scarlino. Le cosiddette “porte del parco”, punti di ingresso ideali all'interno del territorio, con centro d'accoglienza e info-point per l'organizzazione di itinerari o visite guidate, sono ubicate presso il Parco minerario naturalistico e il centro di documentazione Davide Manni.

### Media

#### Cinema
- Pia de' Tolomei (1941)
- La cittadella (1964)
- Giochi d'estate (2011)
- il regista Roberto Rossellini s'ispirò dal libro I Mille: da Genova a Capua del gavorranese Giuseppe Bandi per realizzare il film Viva l'Italia (1961). Il personaggio dello stesso Bandi venne interpretato da Franco Interlenghi.
- fu ipotizzato che il regista Michael Curtiz si fosse ispirato alla vita avventurosa di Randolfo Pacciardi di Giuncarico per realizzare il suo celebre film Casablanca con Humphrey Bogart. Cosa sicura fu invece che il Pacciardi fu contattato dal regista per alcune consulenze prima della realizzazione del film[68].

#### Televisione
- Nel comune di Gavorrano, segnatamente nella frazione di Caldana è stata girata la serie televisiva tedesca Ein Haus in der Toscana (1990-1994)[69]

## Geografia antropica

### Frazioni
- Bagno di Gavorrano, antico centro termale a valle di Gavorrano, divenuto oggi il vero centro del comune, essendo il più popolato e il più fornito di numerosi impianti e servizi. Gli unici elementi di natura storica sono delle costruzioni risalenti al ventennio fascista, fra cui i cosiddetti "palazzoni", su cui in parte sono ancora visibili delle crepe dove un tempo erano affissi motti inneggianti al regime, e un palazzo vicino che un tempo era sede del partito nazionalfascista.
- Caldana, borgo medievale sorto prima dell'anno Mille come possedimento dei vescovi di Roselle, che successivamente lo cedettero ai monaci dell'Abbazia di Sestinga. Originariamente la località era denominata Caldana di Ravi, vista la sua secondaria importanza rispetto al vicino centro.
- Castellaccia, piccola frazione situata a metà strada tra Giuncarico e Ribolla, si sviluppa lungo la linea ferroviaria oggi dismessa della miniera di Ribolla.
- Filare, frazione nei pressi di Gavorrano, a metà strada per Bagno di Gavorrano. Il borgo rivestiva un ruolo molto importante durante il periodo estrattivo della miniera e il suo nome è dovuto proprio alle costruzioni legate all'attività estrattiva che, essendo costruite lungo il costone del colle sulla cui cima sorge Gavorrano, sono poste come in fila una dietro l'altra.
- Giuncarico, centro che sorse in epoca altomedievale, quasi certamente nel corso dell'VIII secolo. Durante i secoli successivi venne controllato, prima dagli Aldobrandeschi e poi dal ramo di Travale della famiglia Pannocchieschi. Sono presenti le mura del paese e numerose chiese.
- Grilli, piccola frazione che ha trovato una propria identità solamente sulla fine del secolo scorso, sorta su un vecchio insediamento industriale in una piana tra le colline di Caldana e Giuncarico, e nelle vicinanze della Variante Aurelia.
- Potassa, borgata situata a ridosso della ferrovia e della superstrada Aurelia, si è sviluppata a partire dal XIX secolo intorno alla stazione ferroviaria e alcuni impianti di smistamento delle miniere di pirite.
- Ravi, località sorta durante l'alto Medioevo, quasi certamente durante l'VIII secolo, come possedimento dei vescovi di Roselle, e il primo nome doveva essere Ravi di Maremma.

### Altre località del territorio
Importante è l'area rurale di Casteani, che raccoglie una serie di casolari, ville, abitazioni e fattorie sparse nelle campagne a nord di Gavorrano, oltre la superstrada Aurelia.
Tra le altre località rurali si ricordano: Basse di Caldana, Bivio di Caldana, Bivio di Ravi, Castel di Pietra, Collacchia, Finoria, Fonte Brizzi, I Forni, La Bruna, La Merlina-San Giuseppe, Pelagone, Rigoloccio, Santa Teresa, Valpazza.

## Infrastrutture e trasporti

### Strade
- Variante Aurelia
- Strada statale 1 Via Aurelia

### Ferrovie
- Stazione di Gavorrano
- Stazione di Giuncarico
- Ferrovia Tirrenica
- Ferrovia Giuncarico-Ribolla, antica ferrovia mineraria

## Amministrazione
| Periodo        | Periodo          | Primo cittadino      | Partito                        | Carica                | Note   |
| -------------- | ---------------- | -------------------- | ------------------------------ | --------------------- | ------ |
| 1965           | 1980             | Arnaldo Senesi       | PCI                            | Sindaco               |        |
| 1980           | 2 luglio 1990    | Mauro Andreini       | PCI                            | Sindaco               |        |
| 2 luglio 1990  | 14 giugno 1999   | Mauro Giusti         | PDS, PDS                       | Sindaco               |        |
| 14 giugno 1999 | 8 giugno 2009    | Alessandro Fabbrizzi | DS-centrosinistra              | Sindaco               |        |
| 8 giugno 2009  | 9 settembre 2010 | Massimo Borghi       | centrosinistra                 | Sindaco               |        |
| 4 ottobre 2010 | 15 maggio 2011   | Vincenza Filippi     | -                              | Commissaria           |        |
| 16 maggio 2011 | 8 marzo 2012     | Massimo Borghi       | centrosinistra                 | Sindaco               |        |
| 8 marzo 2012   | 27 maggio 2013   | Elisabetta Iacomelli | centrosinistra                 | Vice-sindaca reggente |        |
| 27 maggio 2013 | 11 giugno 2018   | Elisabetta Iacomelli | centrosinistra                 | Sindaca               | [ 70 ] |
| 11 giugno 2018 | 15 maggio 2023   | Andrea Biondi        | lista civica di centrosinistra | Sindaco               |        |
| 15 maggio 2023 | in carica        | Stefania Ulivieri    | lista civica di centrosinistra | Sindaca               |        |

## Sport
La maggiore espressione calcistica a Gavorrano è l'Unione Sportiva Follonica Gavorrano, nata dalla fusione tra il Real Follonica e l’Unione Sportiva Gavorrano, prendendo il posto di quest’ultima, ed attualmente milita in Serie D. Disputa le gare casalinghe allo Stadio Romeo Malservisi, situato a Bagno di Gavorrano. Gli allenamenti della squadra si svolgono invece nella città di Follonica. Ha inoltre sede del comune l'Unione Sportiva Caldana, che gareggia nel campionato di prima categoria.
Il Vespa Club Gavorrano, nato nel 1998, ha curato nel 2014 l'organizzazione di "Vespamondiale2014", raduno mondiale di Vespa Club; e che ogni anno organizza il Raduno Nazionale "in Vespa per le Colline Metallifere".
In località Bagno di Gavorrano vi è anche il Circolo Tennis Gavorrano che ha ottenuto buoni risultati a livello regionale.
L'ASD Pattinaggio artistico Gavorrano è stata fondata nel 1998. Affiliata fin dalla sua nascita alla Federazione di pattinaggio, la società vanta un titolo europeo nel 2002 con l'atleta Valentina Cuni.